# Bersteland
Bersteland település Németországban, azon belül Brandenburgban. Lakosainak száma 877 fő (2023. december 31.).

## Népesség
A település népességének változása:
| Lakosok száma | 907  | 880  | 894  | 878  | 865  | 877  |
|               | 2015 | 2017 | 2019 | 2021 | 2022 | 2023 |